# Le Grand chariot
Le Grand chariot (původně La Lune crevée) je film režiséra Philippa Garrela, natočený ve francouzsko-švýcarské koprodukci společností Rectangle Productions (FR) a Close Up Films (CH) ve spolupráci s Arte France Cinéma (FR). Autorem scénáře je Garrel spolu se svými třemi dlouholetými spolupracovníky, Jean-Claudem Carrièrem, Arlette Langmannovou a svou manželkou Caroline Deruasovou. Hlavní role ve filmu ztvárnily Garrelovy děti Louis, Esther a Léna, v dalších rolích se představili například Aurélien Recoing, Francine Bergé a Damien Mongin. Jde o vůbec první Garrelův film, ve kterém spolu hrají všechny jeho děti. Film sleduje tři loutkoherce, sourozence, kteří se musí vyrovnat se smrtí svého otce, vedoucího souboru. Loutkářské téma je Garrelovi blízké od dětství, kdy jeho otec Maurice působil spolu s Alainem Recoingem (jehož synové Aurélien a Éloi se na filmu rovněž podíleli) v souboru Gastona Batyho. Režisér uvedl, že přestože loutkoherci byli velmi chudí, jako chlapec je viděl jako krále.
Kromě dětí (Louis a Esther hráli v několika otcových filmech, pro Lénu jde o první spolupráci) a scenáristů (Carrière se podílel na třech Garrelových scénářích, Langmannová na osmi a Deruasová na čtyřech) s Garrelem v minulosti spolupracovali i někteří další herci, Aurélien Recoing hrál ve filmu Les baisers de secours (1989), Francine Bergé v Sauvage innocence (2001) a Damien Mongin v Les amants réguliers (2005) a Un été brûlant (2011). Skladatel Jean-Louis Aubert s Garrelem dříve spolupracoval čtyřikrát a kameraman Renato Berta na tomto filmu počtvrté. Premiéra filmu proběhla v únoru 2023 v rámci soutěže o hlavní cenu na Berlínském mezinárodním filmovém festivalu.[potřebuje aktualizovat]

## Obsazení
| Louis Garrel     | Louis   |
| Esther Garrel    | Martha  |
| Léna Garrel      | Léna    |
| Aurélien Recoing | otec    |
| Francine Bergé   | babička |
| Asma Messaoudene | Laura   |
| Mathilde Weil    | Hélène  |
| Damien Mongin    | Pieter  |